# يربوع فراتي
يربوع فراتي (باللاتينية: Allactaga euphratica) ينتشر في أفغانستان، إيران، العراق، الأردن، الكويت، السعودية، سورية وتركيا. موئله الطبيعي هو المروج والأراضي المنخفضة الجافة المدارية والشبه المدارية و الصحاري